# チャットステーションL
チャットステーションL（-レディー）は、ラジオ沖縄で月曜日から金曜日の14:00～16:00に放送していたバラエティ番組。1998年に岩井証夫がナビゲーターの「チャットステーション」としてスタート。2002年4月に岩井が沖縄を離れることになり、玉城美香がナビゲーターとなり、タイトルにLが付いた。
2014年4月の改編より月～木担当：玉城美香　金担当：小橋川結子（当時ラジオ沖縄アナウンサー）がMCとなった。
後番組は『グートゥーミートゥー』。

## ティーサージ・パラダイスとの関連
直前番組のティーサージ・パラダイスと合同で公開放送や集会を行うことが多い。
同番組とチャットステーションLをまとめて「TEA茶(ティーチャ)」と表記し
公式掲示板もこの名前を採用している(TEA茶掲示板)
リスナーからの公募により、毎年12月3日をTEA茶の日と定め、合同イベントを開催していく予定(2008年現在)
ちなみにこの日付は両番組のパーソナリティーの通称の語呂合わせとなっている
真栄平仁(ひーぷー)＝12
玉城美香(みーかー)＝3

TEA茶の日イベント開催履歴
2008年：チャリティーボウリングソン(ボウリング大会)

## 産休時のナビゲーター
玉城美香が出産のため、産休・育休をとった事が3度ある。出産後も完全復活まで出演が週2～3回の期間がある。

### 第1子出産時
2004年6月
- 月曜日：小嶺努
- 火曜日：宮田隆太郎
- 水曜日：真栄平仁
- 木曜日・金曜日：玉城愛

2004年7月～2004年9月
- 月曜日：小嶺努
- 火曜日：宮田隆太郎
- 水曜日：真栄平仁
- 木曜日：稲嶺貴子
- 金曜日：玉城愛

2004年10月～2005年3月
- 月曜日・火曜日：玉城美香
- 水曜日：真栄平仁
- 木曜日：稲嶺貴子
- 金曜日：玉城愛

2005年4月に完全復活。
同月に「ティーサージ・パラダイス」スタート。パーソナリティに真栄平仁を迎える。

### 第2子出産時
2007年5月～2007年9月
- 月曜日・火曜日：稲嶺貴子
- 水曜日：津波信一
- 木曜日：宮田隆太郎
- 金曜日：モコ（長谷川友子）

2007年10月～2007年12月
- 月曜日・水曜日・金曜日：玉城美香
- 火曜日：津波信一
- 木曜日：宮田隆太郎

2008年1月に完全復活。
2007年10月に「Yummy!うわさのキッチン」スタート。パーソナリティに稲嶺貴子を迎える。

### 第3子出産時
2010年2月8日～
- 月曜日：ベンビー
- 火曜日：津波信一
- 水曜日：東風平愛郎（アイモコ）・仲宗根和恵
- 木曜日：高江洲牧子
- 金曜日：富田めぐみ

## 歴代タイトル名
- チャットステーション（1998年4月 - 2002年3月29日）
- チャットステーションL（2002年4月1日 - 2017年12月29日）

## アイキャッチ
- ジンギスカン「ジンギスカン」（アレンジ版）

## リンク
- チャットステーションL

| ラジオ沖縄 平日 14:00 - 14:20枠                           | ラジオ沖縄 平日 14:00 - 14:20枠              | ラジオ沖縄 平日 14:00 - 14:20枠               |
| 前番組                                                    | 番組名                                       | 次番組                                        |
| --------------------------------------------------------- | -------------------------------------------- | --------------------------------------------- |
| 西町1丁目ベイエリア放送局                                 | チャットステーション ↓ チャットステーションL | ティーサージ・パラダイス 【20分拡大して継続】 |
| ラジオ沖縄 平日 14:20 - 14:30枠                           |                                              |                                               |
| 西町1丁目ベイエリア放送局                                 | チャットステーション ↓ チャットステーションL | 気ままにウィークリー 【30分繰り下げて継続】   |
| ラジオ沖縄 平日 午後のワイド番組（14:30 - 15:55枠）       |                                              |                                               |
| 西町1丁目ベイエリア放送局                                 | チャットステーション ↓ チャットステーションL | グートゥーミートゥー                          |
| ラジオ沖縄 平日 午後のワイド番組（15:55 - 16:00枠）       |                                              |                                               |
| Go!Go!ダウンタウン 【平日 18:25 - 18:30枠へ移動して継続】 | チャットステーション ↓ チャットステーションL | グートゥーミートゥー                          |